# Conleth Hill
Conleth Seamus Eoin Croiston Hill (Ballycastle, 24 de noviembre de 1964) es un actor británico, quien interpretó a Varys en Juego de Tronos.

## Biografía
Conleth Hill nació el 24 de noviembre de 1964 en Ballycastle, Irlanda del Norte, y se graduó en la Guildhall School of Music and Drama en 1988. En 1999 protagonizó Stones in his Pockets junto con Sean Campion en el Lyric Theatre de Belfast. La obra fue llevada al West End de Londres y posteriormente a Broadway debido al éxito que cosechó. En 2001, Hill ganó el premio Laurence Olivier al mejor actor por su trabajo en esta obra.

## Filmografía (parcial)

### Cine
| Año  | Título                       | Rol            | Notas         |
| ---- | ---------------------------- | -------------- | ------------- |
| 1998 | Crossmaheart                 | Coulter        |               |
| 2003 | Intermission                 | Robert         |               |
| 2009 | Whatever Works               | Brockman       |               |
| 2009 | Perrier's Bounty             | Russ           |               |
| 2011 | La pesca del salmón en Yemen | Bernard Sugden |               |
| 2011 | The Shore                    | Paddy          | Cortometraje  |
| 2012 | Keith Lemon: The Film        | Delivery Man   |               |
| 2014 | Serena                       | Dr. Chaney     | Sin acreditar |
| 2015 | A Patch of Fog               | Sandy Duffy    |               |
| 2019 | Official Secrets             | Roger Alton    |               |

### Televisión
| Año       | Título                              | Rol                      | Notas                          |
| --------- | ----------------------------------- | ------------------------ | ------------------------------ |
| 1988      | Boon                                | Pupilo                   | Episodio: "Honourable Service" |
| 1988–1995 | Casualty                            | Theo/Rob                 | 2 episodios                    |
| 1990      | Medics                              | Liam McGuinness          | Episodio: "Niall"              |
| 1992      | Screen One                          | Neil                     | Episodio: "Trust Me"           |
| 1992–1994 | Blue Heaven                         | Roache                   | 7 episodios                    |
| 1993      | The Bill                            | Michael White            | Episodio: "Hard Evidence"      |
| 1995      | Crown Prosecutor                    | Neville Osborn           |                                |
| 2000      | Meaningful Sex                      | Carl                     |                                |
| 2002      | Goodbye Mr. Chips                   | Max Staefel              | Telefilme                      |
| 2007      | Ronni Ancona & Co                   | Varios                   | 3 episodios                    |
| 2007      | The Life and Times of Vivienne Vyle | Jared                    | 6 episodios                    |
| 2011–2019 | Game of Thrones                     | Varys                    | 46 episodios                   |
| 2013      | Suits                               | Edward Darby             | 6 episodios                    |
| 2014      | Inside No. 9                        | Steve                    | Episodio: "Tom & Gerri"        |
| 2015      | Foyles War                          | Sir Ian Woodhead         | Episodio: "Elise"              |
| 2015      | Arthur & George                     | Sargento Upton           | 3 episodios                    |
| 2017      | Stan Lee's Lucky Man                | Reverendo Anthony Huxley | Episodio: "Playing With Fire"  |
| 2017      | Peter Kay's Car Share               | Elsie                    | Temporada 2, episodio 2        |